# Bolesławów (województwo śląskie)
Bolesławów – wieś w Polsce położona w województwie śląskim, w powiecie częstochowskim, w gminie Przyrów.
W latach 1975–1998 miejscowość administracyjnie należała do województwa częstochowskiego.